# St. Mauritius (Bad Sulza)

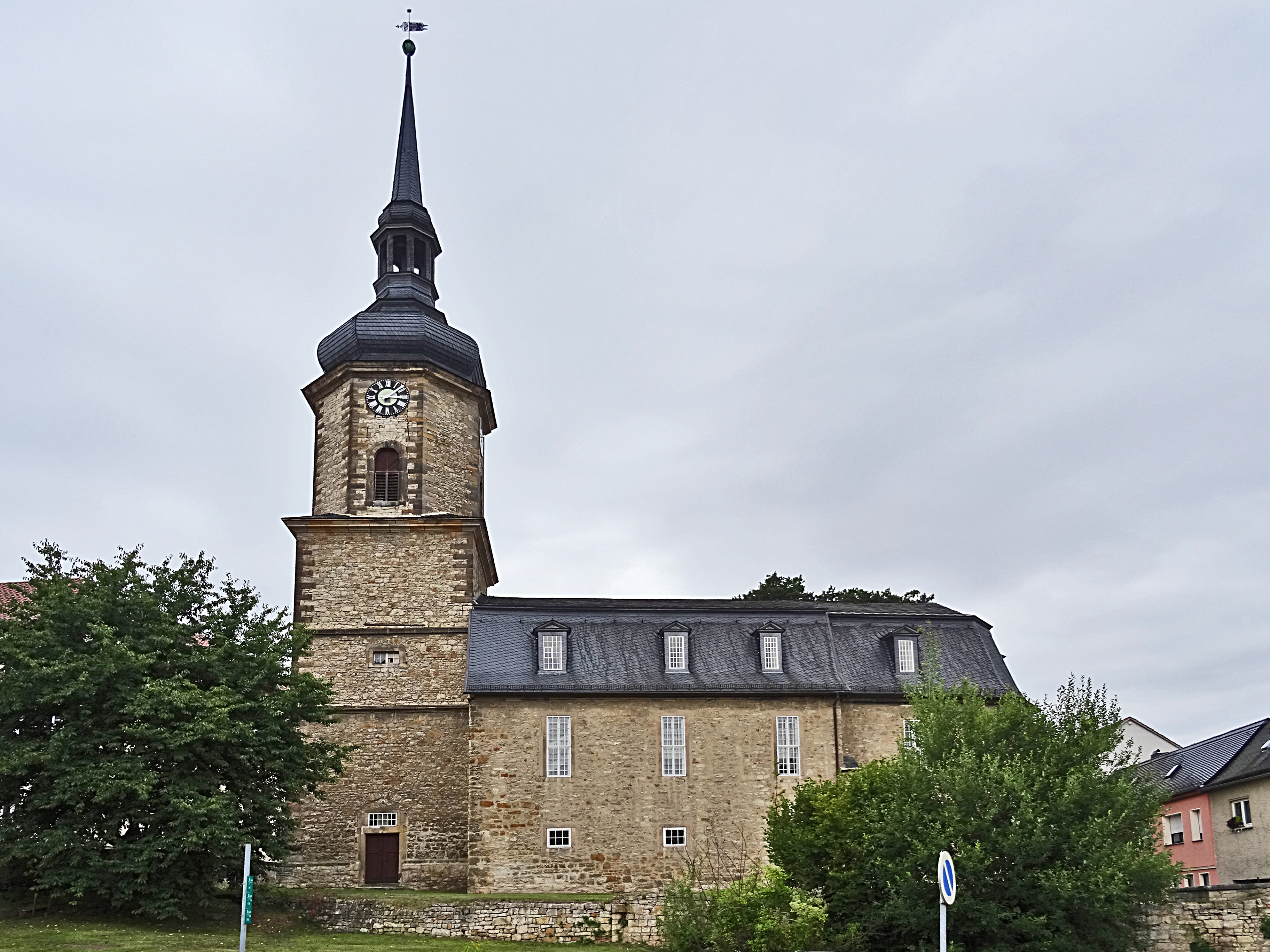
Mauritiuskirche in Bad Sulza

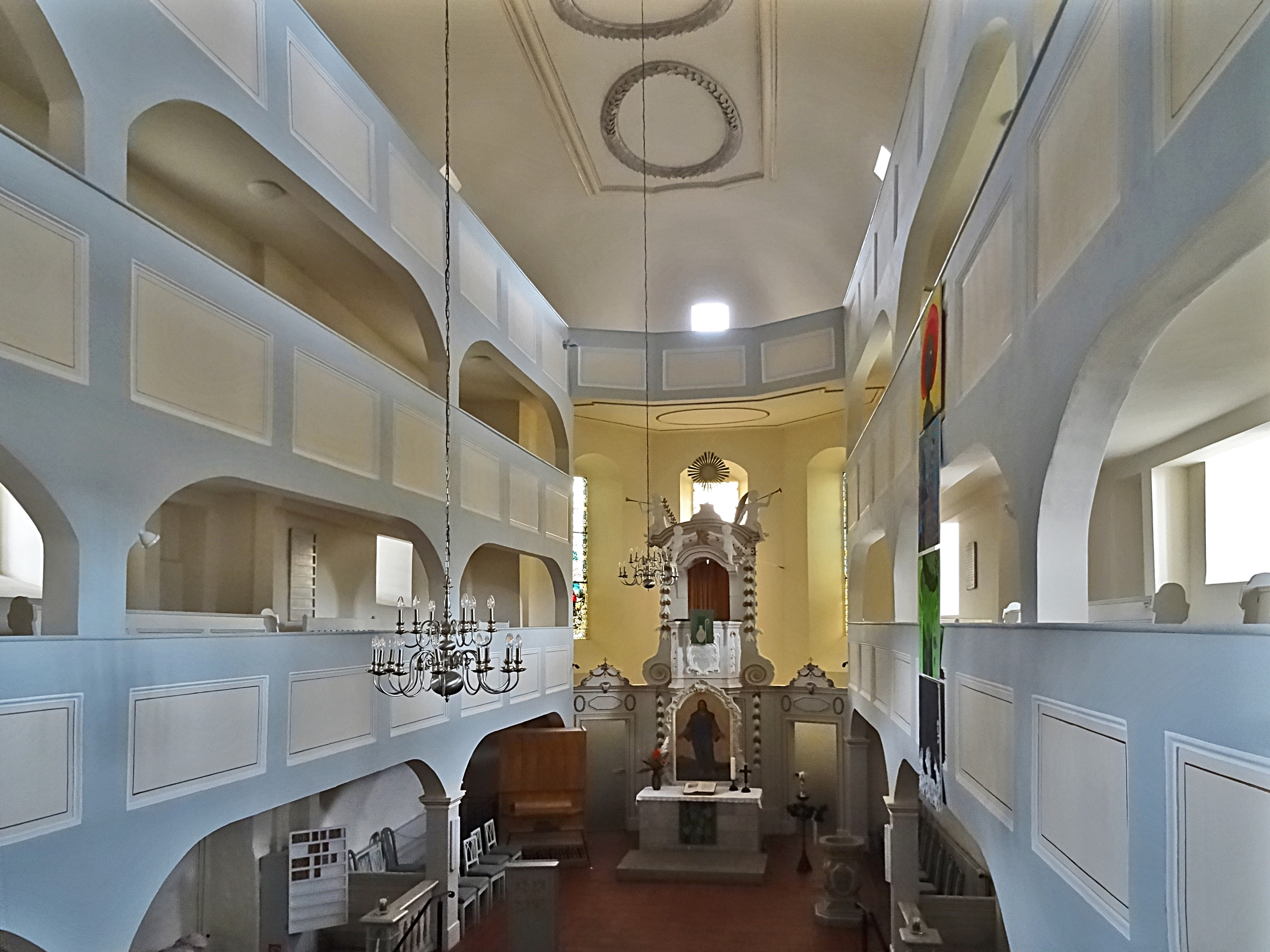
Innenansicht

Die evangelische Kirche St. Mauritius ist die Stadtkirche Bad Sulzas im Landkreis Weimarer Land in Thüringen.

## Geschichte
Die zuvor wahrscheinlich in größeren Teilen romanische Kirche in Bad Sulza fiel 1714 einem Stadtbrand zum Opfer. Reste befinden sich am ursprünglichen polygonalen Chor und an den zugesetzten Fenstern und Mauerresten, besonders an der Südwand. Das bis zur Reformation katholische Patrozinium ist für das Gotteshaus und den Hauptaltar nicht nachweisbar. Lediglich eine Vikarie war dem Johannes Evangelista geweiht. Bezogen auf das Stadtwappen, wurde in den 30er Jahren des 20. Jh. ein St. Mauritius-Patrozinium konstruiert. Einen historischen Beleg dafür gibt es nicht.
1717 wurde das Gotteshaus im Barockstil verändert erbaut und noch im gleichen Jahr eingeweiht. 1722–1726 wurde der Westturm mit einer Wetterfahne mit dem Wappen der ernestinischen Wettiner ergänzt.
Drei Glocken wurden im Jahr 1716 von Nicolaus Jonas Sorber (Erfurt) gegossen. Heute sind davon noch die mittlere und die kleine erhalten. Ihre große Schwester wurde 1917 auf dem Turm zerschlagen und zu Kriegszwecken abgeliefert. 1950 wurden die beiden verbleibenden Glocken durch eine Bronzeglocke der Firma Franz Schilling Söhne (Apolda) ergänzt.

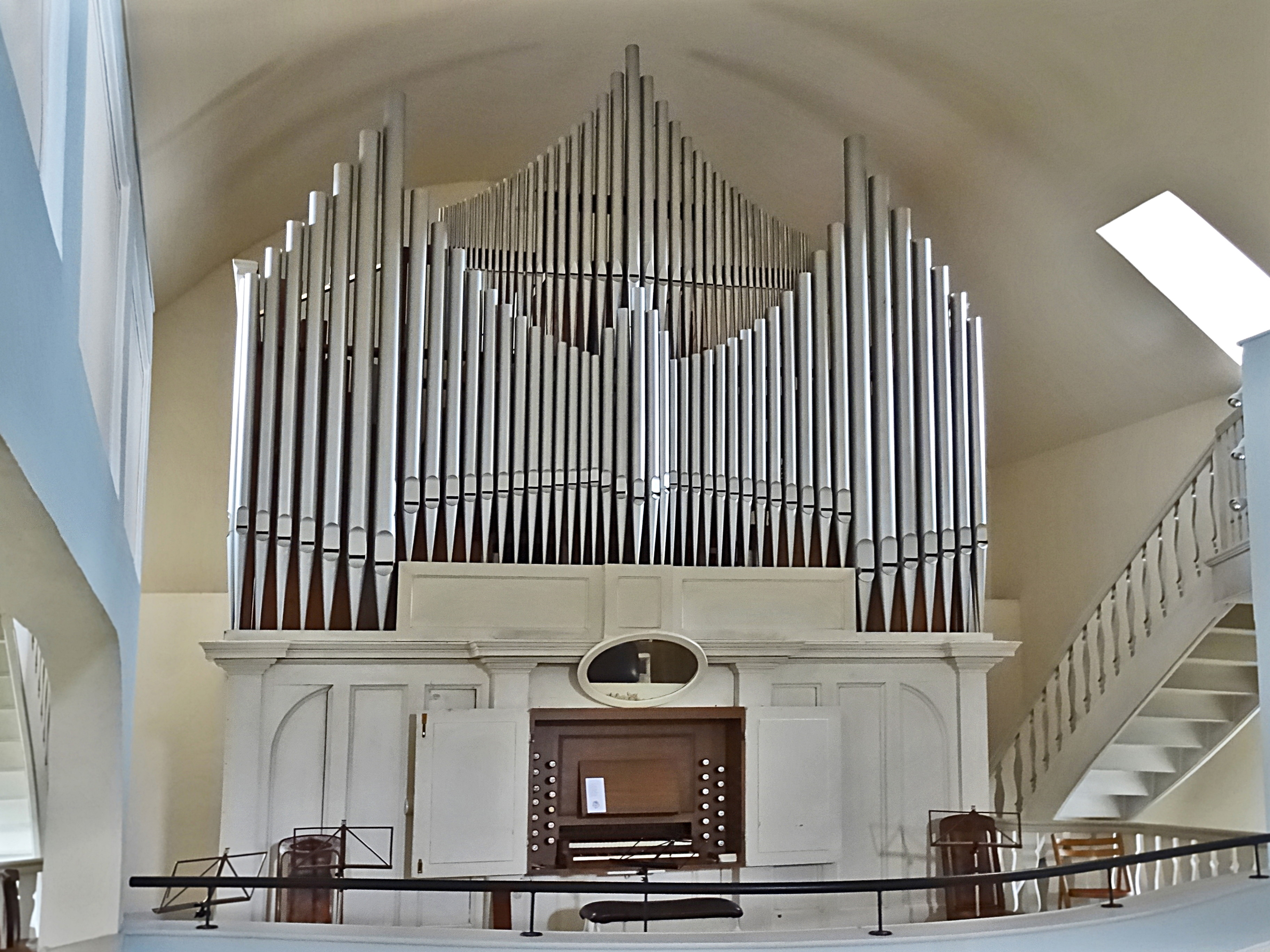
Eifert-Orgel

Innen folgten mehrmalige Umbauten, sodass die Krypta heutiger Altarraum ist. Der einfache barocke Saal besitzt drei Emporen, deren obere umlaufend ist. Die zweite Empore trägt die Orgel von Adam Eifert aus Stadtilm aus dem Jahre 1883. Diese wurde im Jahre 1976 vom Gothaer Orgelbaumeister Rudolf Böhm umfänglich umgebaut und 1999 von der Firma Rösel & Hercher (Saalfeld) für 100.000 DM restauriert. Die barocke Kanzel des Stuckkateurs Abondio Minetti steht im erhöhten Chorraum. Eine freistehende Mensa erhebt sich über der Kanzelhaube mit drei Öffnungen in das Erdgeschoss. Davor der moderne Altar, rechts daneben befindet sich der Taufstein, links eine moderne Kleinorgel von Rudolf Böhm (Gotha), die 1976 von Schwester Margarete aus der Sophie geschenkt wurde.
Hinter dem Kanzelaufbau befinden sich zwei Chorfenster, eine Stiftung von Carl Spaeter (Coblenz).
Die drei rechteckigen Chorfenster wurden von der Werkstatt Wilhelm Franke Naumburg ausgestattet. Im Chorscheitelfenster ist die Inschrift auf 1908 datiert. Im Fenster II ist das sächsische Wappen des Herzogs von Sachsen-Altenburg ebenfalls mit der Werkstattinschrift ausgewiesen. Seit 1966 ist Domglas Naumburg die Nachfolgefirma mit Archivunterlagen.
An der Südwand, im geschlossenen Südportal, findet man eine als Mosaik ausgeführte Pietà des Sulzaer Malers Karl Holfeld zum Gedenken der Opfer beider Weltkriege: „Unseren Toten und Vermissten. 1914–1918, 1939–1945“. Darunter liegt deren Namenbuch aus.
2005 wurden das Turmdach, Teile des Kirchenschiffs, die Krypta und Kronleuchter restauriert.